# Мотохелп
Громадська організація “Мотохелп” (NGO Motohelp) - це волонтерська, некомерційна, аполітична громадська організація, основними задачами якої є всебічна допомога водіям та пасажирам двоколісних транспортних засобів, які постраждали внаслідок дорожньо-транспортної пригоди, підвищення рівня загальних й правових знань населення України у сфері безпеки дорожнього руху шляхом проведення занять для громадськості з надання першої невідкладної допомоги постраждалим та надання парамедицинської підтримки на змаганнях національного та міжнародного рівней.

## Історія створення
Група мотоциклістів-ентузіастів, метою яких є допомога постраждалим внаслідок ДТП, сформувалась у 2008 році [Архівовано 2 червня 2015 у Wayback Machine.]. Підґрунтям для цього стали високі показники аварійності двоколісних ТЗ, недостатній рівень обізнаності водіїв у сфері права та безпеки руху. Взаємовиручка на дорозі та допомога мала місце і до цього серед мотоциклістів. Однак команда Мотохелп поставила собі за мету вивести допомогу та захист інтересів постраждалих на якісно новий рівень. У короткий термін була організована цілодобова телефонна лінія з оператором, на яку мотоциклісти та інші водії двоколісних ТЗ могли звернутися за допомогою. Поступово розширюючи сферу напрямків діяльності група Мотохелп перетворилась в активно-діюче об”єднання “Мотохелп” як один із проектів НАМУ(Національної асоціації мотоциклістів України). На початковому етапі в Києві була створена група швидкого реагування на ДТП. Волонтери виїжджали на місце ДТП, надавали першу медичну та психологічну допомогу (у випадках прибуття раніше карети швидкої допомоги), також допомагали співробітникам ДАІ збирати докази та шукати свідків. У тяжких випадках волонтери займалися пошуком родичів, організовували збір медикаментів та коштів на лікування. Пізніше "Мотохелп" відокремився від проекту НАМУ в окрему організацію. Було ініційовано створення осередків в інших містах, зібрана база "хелперів", тобто людей, котрі можуть надавати технічну та іншу допомогу в різних регіонах України. Згодом власними силами волонтерів було створено інформаційний ресурс та навчальний центр, організовано радіозв'язок. Учасники об"єднання "Мотохелп" почали проводити безкоштовні лекції на юридичну тематику та треніги з надання першої до-медичної допомоги на місці ДТП. Визначився окремий напрямок діяльності - підтримка регіональних та міжнародних спортивних змагань.
У 2014 році “Мотохелп” набуває статусу громадської організації. Під час революції гідності взимку 2014 волонтери Мотохелпу працювали як один із загонів рятувальників у складі Червоного Хреста та надавали екстрену допомогу постраждалим громадянам.

## Напрямки діяльності

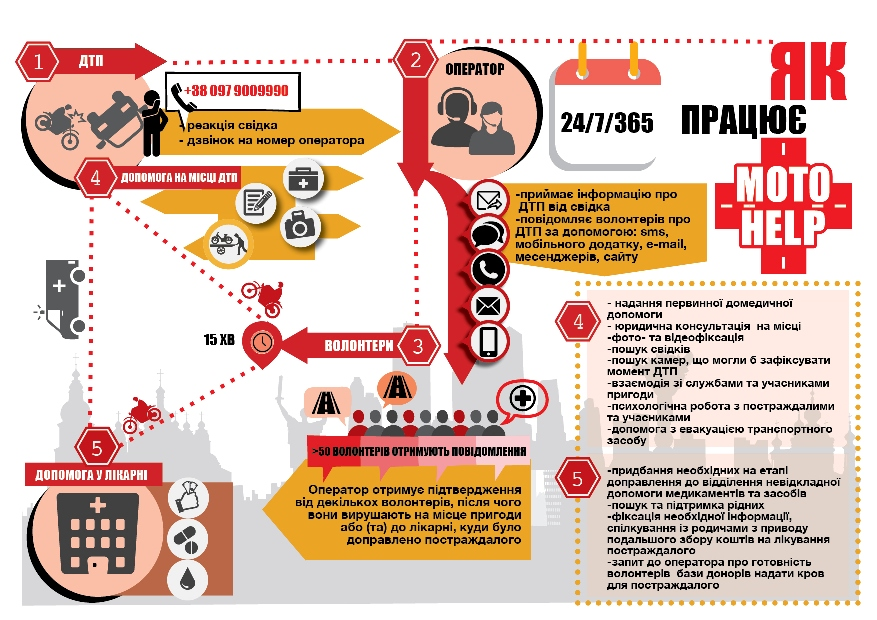
Інфографіка про роботу Мотохелп

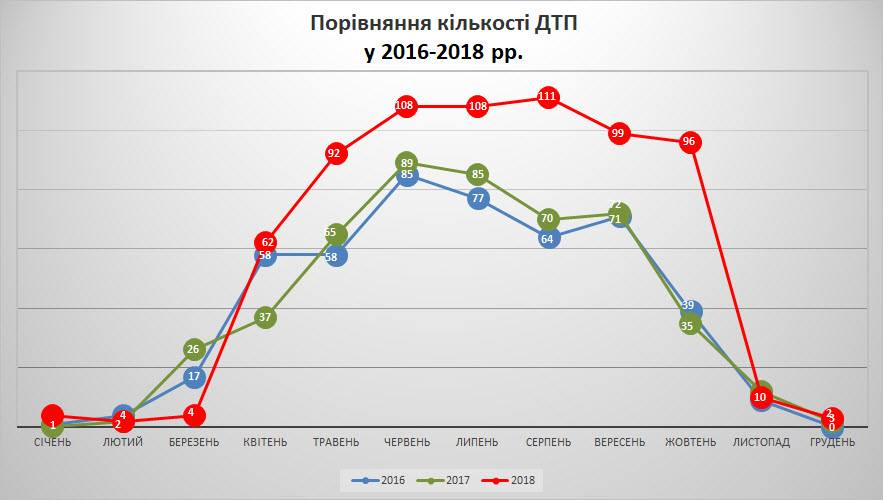
Порівняння кількості ДТП з двоколісними транспортними засобами у 2016-2018рр.

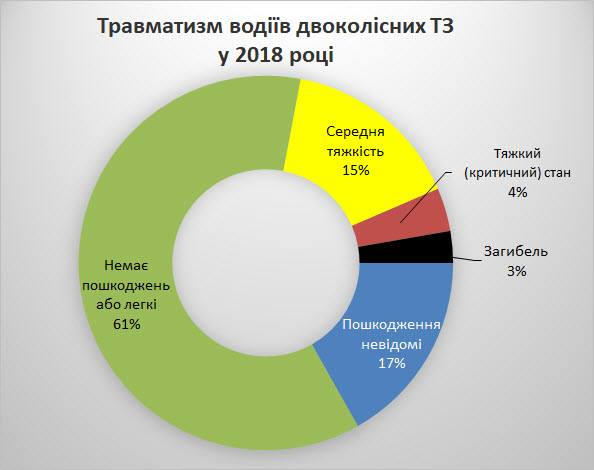
Розподіл по травматизму водіїв двоколісних транспортних засобів, що потрапили в ДТП у 2018 році у м. Києві та околицях

### Допомога на місці ДТП
У Києві та області діє загін швидкого реагування на ДТП. При виникненні аварії волонтери виїжджають на місце та надають домедичну допомогу, психологічну допомогу та юридичні консультації у разі необхідності, а також збирають матеріали з місця ДТП (фотознімки, відеоматеріали, дані про свідків) та контролюють оформлення документів. Кожен волонтер пройшов курс домедичної допомоги на кафедрі Медицини Катастроф та має при собі аптечку зібрану за стандартом IFAK. У випадках тяжких травм волонтери продовжують роботу з потерпілими у лікарні, організовують збір коштів та пошук ліків. Організовують пошук донорів крові, займаються адресним постачанням медикаментів для реанімацій.
У випадку ДТП у регіонах України Мотохелп залучає по можливості регіональні осередки або ж надає консультації в телефонному режимі. За період своєї роботи волонтери Мотохелпу реагують не менш як на 85% викликів на ДТП, що становить с середньому 350-400 виїздів на місце ДТП щорік.

### Складання звітів та ведення статистики
З метою попередження проявів корупції на місці дорожньо-транспортної пригоди волонтерами "Мотохелп" оформлюється звіт з місця ДТП, що в подальшому може бути наданий за вимогою учасникам ДТП або представникам державних органів. Також проводиться збір статистики ДТП за участі двоколісних ТЗ задля визначення критичних факторів та їх попередження. Протягом 2018 року волонтери Мотохелпу здійснили 502 виїзди на місце ДТП, в 2017 році - 412.

### Підтримка спортивних та громадсько-соціальних заходів
Щорічно ГО "Мотохелп" є партнером у проведенні низки спортивних заходів, як регіонального так і міжнародного масштабу: змагань з велогонок, змагань з тріатлону, напівмарафону.

Основні задачі волонтерів під час проведення заходів:
- супровід колон, маршали перегонів
- забезпечення безпеки під час змагання
- перевезення суддів, представників ЗМІ, фотокореспондентів
- екстрена мобільна домедична підтримка (співпраця з бригадою швидкої допомоги)

Також волонтери беруть участь в громадсько-соціальних заходах. Мотохелп три роки поспіль допомагав у організації акції "Увага мотоцикліст", покликаної сприяти зменшенню аварійності.

### Навчальний центр Мотохелп
Навчальний центр Мотохелп було створено з метою підвищення правових знань населення у сфері дорожнього руху, безпеки руху та надання домедичної допомоги. В навчальному центрі регулярно проводяться безкоштовні тренінги для волонтерів та громадян з надання домедичної допомоги, семінари та лекції на юридичну тематику, по безпеці дорожнього руху та алгоритмам дій на ДТП Окрім цього в 2014 року виниклі наступні навчальні напрями:
- дії рятувальника в місці надзвичайної ситуації
- надання першої допомоги на полі бою
- психологія надзвичайних ситуацій

З початку бойових дій в Україні у 2014 році інструктори Мотохелп в рамках проекту Patriot Defence їздили в зону АТО для навчання наших захисників навичкам тактичної медицини та домедичної допомоги в умовах бойових дій.
У 2015 році інструктори навчального центру Мотохелп разом з інструкторами з тактичної медицини Patriot Defence [Архівовано 21 березня 2022 у Wayback Machine.] проводили тренування для курсантів поліції Києва з надання невікдладної допомоги.

### Розшук викраденої мототехніки
ГО "Мотохелп" сприяє пошуку викрадених мотоциклів, скутерів та іншої мототехніки шляхом поширення інформації через соціальні мережі та пошуку власними ресурсами. Ведеться єдина база викраденої техніки. У випадку знаходження викраденого транспортного засобу волонтери повідомляють власника та поліцію. За останні два роки силами волонтерів було знайдено та повернено власникам 9 мотоциклів.

### Волонтерство в АТО
З 2014 року одним із напрямків діяльності організації є допомога у конфлікті на сході України:
- медичне забезпечення медиків на передовій
- медикаментозна допомога базовим та польовим шпиталям
- забезпечення медиків інструментом та обладнанням
- забезпечення бійців ВСУ та НацГвардії амуніцією, екіпіровкою, оптичними приладами, тактичним спорядженням, індивідуальними аптечками тощо.

За рятування людей під час Революції Гідності, за активну громадянську позицію та допомогу в АТО, орденом «За мужність» III ступеня були нагороджені:
- Віталій Коровяківський
- Дмитро Рижов
- Олена Курпас
- Дмитро Буренін
- Олег Вельчук

За ті ж самі дії отримано подяку від Міністерства Охорони Здоров'я України.

## Досягнення організації
1. П"ятеро волонтерів ГО Мотохелп (Буренін Д., Коров"яковський В., Курпас О., Вельчук О., Рижов Д.) були нагороджені орденами "За мужність третього ступеню"[16]
2. Кожного року волонтерами Мотохелпу здійснюється допомога більше ніж на 400 ДТП[17]
3. Налагоджено роботу навчального центру
4. Створення комп'ютерної системи оперативного реагування на ДТП, за допомогою якої волонтери отримують інформацію про ДТП
5. Створення інформаційного ресурсу
6. Організований радіозв'язок волонтерів
7. Мотохелп став зареєстрованою організацією
8. У 2016 році волонтерами ГО “Мотохелп” реалізується проект «Підвищення правової обізнаності та захист прав двоколісних на дорозі», що виконується в рамках Проекту «Доступна та якісна правова допомога в Україні», який впроваджується Канадським бюро міжнародної освіти за підтримки Уряду Канади та Програмної ініціативи «Права людини та правосуддя» Міжнародного фонду «Відродження»[18]

### Участь у акціях
- Забезпечення підтримки руху колони на Harley Davidson Fest 2015[19][20]
- Супровід змагань з тріатлону Cross-Country Triathlon Cup 2015[9]
- Супровід міжнародного напівмарафону Kyiv Half Marafon 2015 [21]
- Три роки поспіль підтримка міжнародної велогонки Race Horizon Park у ролі мотомаршалів[22]
- Участь у ролі маршалів у відкритому чемпіонаті міста по шосейним велогонкам 2015[23]
- Партнери акції “Увага! Мотоцикліст!”[24]
- Спільний проект з Patriot Defence по тренуванню нової патрульної служби Києва[25]
- Тренінг з безпеки дорожнього руху для школярів[26]
- Мотосупровід Wizzair Kyiv City Marathon 2016[27]
- Супровід велозмагань Tour Of Ukraine 2017[28]
- Супровід заходу "Київська сотка 2017"[29]

## Співпраця з іншими організаціями
ГО "Мотохелп" співпрацює з наступними організаціями:
- Асоціація велосипедистів Києва[30]
- Організація "Захист Патріотів"[11]
- Організація "СЭМПО", м. Одеса [Архівовано 29 квітня 2015 у Wayback Machine.]
- Спільнота "Защитим Защитника"